# Don't Fence Me In
"Don't Fence Me In " es una canción estadounidense escrita en 1934, con música de Cole Porter y letra de Robert Fletcher y Cole Porter. Los miembros de Western Writers of America la eligieron como una de las 100 mejores canciones occidentales de todos los tiempos.

## Versión de Bing Crosby
Bing Crosby y su Orquesta la grabaron en 1944, sin haber visto ni escuchado la canción. Crosby entró en el estudio el 25 de julio de 1944. La canción vendió más de un millón de copias. Encabezó las listas de Billboard durante ocho semanas en el periodo de 1944-1945.